# Tres mujeres
Tres mujeres ((fr) Trois femmes) est une telenovela mexicaine produite par Roberto Hernández et diffusée en 1999-2000 par Televisa.

## Distribution
- Erika Buenfil : Bárbara Espinoza
- Alexis Ayala : Daniel Subiri Sánchez
- Alejandro Tommasi : Don Mario Uriarte
- Karyme Lozano : Fatima Uriarte
- Norma Herrera : Greta Saraldi de Uriarte-Minski
- Pedro Armendáriz Jr. : Don Federico Méndez
- Galilea Montijo : Maricruz Ruiz
- Marcelo Buquet : Adrián de la Fuente
- Jorge Salinas : Sebastian Mendez
- Guillermo Capetillo : Manuel Toscano
- Eduardo Verástegui : Ramiro Belmont
- Armando Araiza : Santiago Uriarte Saraldi
- Raúl Ramírez : Frank Minski
- Luz María Jerez : Renata Gamboa
- Maite Embil : Andrea Ibáñez
- Adamari Lopez : Brenda Muñoz
- Niurka Marcos : Yamilé Núñez
- Fabián Robles : Ángel Romero
- Lorenzo de Rodas : Vicente Sánchez
- Mariana Seoane : Marcela Durán
- Maya Mishalska : Paulina
- Ana Bertha Espín : Lucía Sánchez
- María Fernanda Rodríguez : Montserrat "Montse" Espinoza Uriarte
- Susan Vohn : Verania Grip
- Vanessa Guzmán : Carolina Fontaner
- Isadora González : Miriam Cohen
- Sergio Catalán : Valentín
- Maricarmen Vela : Jesusa
- Marina Marín : Ana de Gamboa
- Lucero Lander : Genoveva
- Laura Flores : Sandra María Aguirre
- Sergio Goyri : Salvador Ortega
- René Casados : Leonardo Marcos
- Patricio Castillo : Gonzalo Uriarte
- Yolanda Mérida : Eva de la Parra
- Carlos Bracho : Dr. Salazar
- Lisette Morelos : Raquel Lerdo Muñoz
- Sergio Reynoso : Adolfo Treviño
- Isaura Espinoza : Diana Carmona
- Socorro Bonilla : Aracely Durán
- Rosángela Balbó : Rosa María Sánchez
- Ninón Sevilla : Yolanda de Núñez
- Manuel "Flaco" Ibáñez : Héctor Gómez
- Alejandro Avila : Claudio Altamirano
- Gerardo Quiroz : Antonio Fernández
- Gabriela Platas : Carla Fonseca
- Luz María Zetina : Paloma
- Elizabeth Aguilar : Nicole Bermúdez
- Paulino Hemmer : Lorenzo Toscano
- Diana Osorio : Verónica Toscano
- Rafael del Villar : Eduardo
- Sharis Cid : Loren Covarruvias
- Manuel Landeta : Rafael
- César Castro : Eugenio Gamboa
- Yadira Santana : Dr. Olivia Soler
- Manola Diez : Ximena
- Jana Raluy : Sonia
- María Prado : Meche
- Queta Lavat : Susana
- Silvio Fornaro : Diego Aguirre
- Mauricio Bonet : Tavo Galindo
- Theo Tapia : Don Pepe
- María Dolores Oliva : Rita
- Adrián Alfaro
- Gabriela Araujo : mère de Adrián
- Francisco Avendañot : Dr. Alberto Valero
- Ernesto Bog : Carlos
- Rosita Bouchot
- Jesús Briones
- Horacio Castelo
- Miguel Serros : Nicolás
- Ricardo Chávez : Andrés
- Amira Cruzat : Dulce
- Juan Ángel Esparza : Rodrigo Balmori
- Carlos González : Miguel
- Jaime Herner : Sergio
- María Idalia : Magda
- Bobby Larios : Mauro
- Jaime Lozano : Demetrio López
- Bibelot Mansur : Gina
- Guillermina Martínez
- Rubén Morales : Javier
- Martín Muñoz : Omar
- Gustavo Negrete : Abogado
- Iliana Pereyra
- Polly - Sofía
- Luis Reynoso : Gabriel Uribe
- Juan Ríos
- Adriana Rojo : Olga
- Juan Romanca : Carlos
- Javier Ruán : Flavio Guzmán
- Benito Ruiz
- Hanny Sáenz
- Yessica Salazar : Esther
- Andrea Soberón : Macarena
- Rocío Sobrado
- Carlos Soriano : Henry
- Abraham Stavans : Padre Mateo
- Carlos Speitzer : Remigio
- Jorge Trejo : Renato
- Tere Valadez : Secretaria
- Ricardo Vera : Fernando de la Fuente
- Jacqueline Voltaire : Melinda

## Versions
- Mi amor sin tiempo (2024)